# Liste der Stolpersteine im Stuttgarter Stadtbezirk Untertürkheim
In der Liste der Stolpersteine im Stuttgarter Stadtbezirk Untertürkheim sind die
drei
Stolpersteine aufgeführt, die im Stuttgarter Stadtbezirk Untertürkheim im Rahmen des Projekts des Künstlers Gunter Demnig an zwei Terminen verlegt wurden. Auf Betreiben der Stuttgarter Stolperstein-Initiative Neckarvororte wurden die ersten beiden Stolpersteine am 8. Mai 2007 im Stadtteil Luginsland gesetzt, der bislang letzte im April 2011 in Untertürkheim.

## Stolpersteine in Untertürkheim
Die Tabelle ist teilweise sortierbar; die Grundsortierung erfolgt alphabetisch nach dem Verlegeort. Die Spalte Person, Inschrift kann nach dem Namen der Person alphabetisch sortiert werden.
| Bild | Person, Inschrift | Verlegeort                           | Verlege- datum | Information           |
| ---- | --- | ------------------------------------ | -------------- | --------------------- |
|      | HIER WOHNTE SOFIE KLENK GEB. WIMMER JG. 1904 VERHAFTET ‚HOCHVERRAT‘ HINGERICHTET 30.11.1944 KZ DACHAU                               | Manfredstraße 17 (Luginsland) (Lage) | 8. Mai 2007    | Sofie Klenk           |
|      | HIER WOHNTE ERNST ROHATSCH JG. 1908 EINGEWIESEN ‚HEILANSTALT‘ GRAFENECK ERMORDET 12.11.1940 T4-AKTION                               | Nägelesäcker 55 (Luginsland) (Lage)  | 8. Mai 2007    | Ernst Rohatsch        |
|      | HIER WOHNTE MARIE CHRISTIANE HAUG GEB. FREY JG. 1883 EINGEWIESEN 1937 ‚HEILANSTALT‘ WEISSENAU ERMORDET 1.8.1940 GRAFENECK AKTION T4 | Schlotterbeckstraße 4 (Lage)         | 8. Okt. 2010   | Marie Christiane Haug |